# Hydropsyche leonardi
Hydropsyche leonardi là một loài Trichoptera trong họ Hydropsychidae. Chúng phân bố ở miền Tân bắc.